# 好萊塢 (馬里蘭州)
好萊塢（英語：Hollywood）是位於美國馬里蘭州聖瑪麗斯縣的一個非建制地區。

## 地理
好萊塢所處的海拔為高於海平面40米（即131英呎），而該地所採用的時區為UTC-5，即北美东部時區（EST）。同時該地設有夏令時間，為UTC-5調快一小時，即UTC-4（EDT）。